# Llac Moultrie
El Llac Moultrie, Lake Moultrie, és el tercer llac més gran de Carolina del Sud, Estats Units. Ocupa 240 km².

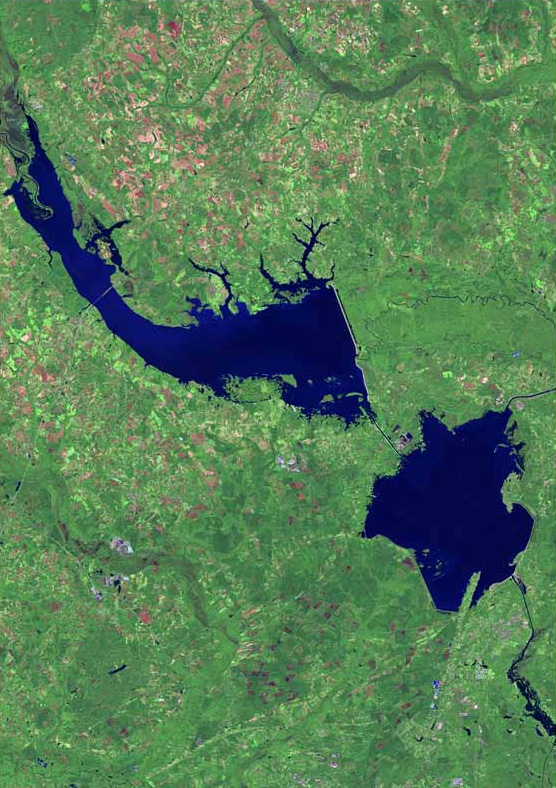
Llac Moultrie (sota a la dreta) i Llac Marion (dalt) des de l'espai

El llac Moultrie es troba al Comtat Berkeley, Carolina del Sud, hi va a parar el Llac Marion mitjançant un canal artificial. Aquest llac va ser creat a la dècada dels anys 1940, per part de la South Carolina Public Service Authority. El tanca l'embassament Pinopolis Dam. Va rebre el nom del governador William Moultrie.